# 恒天然合作社集团

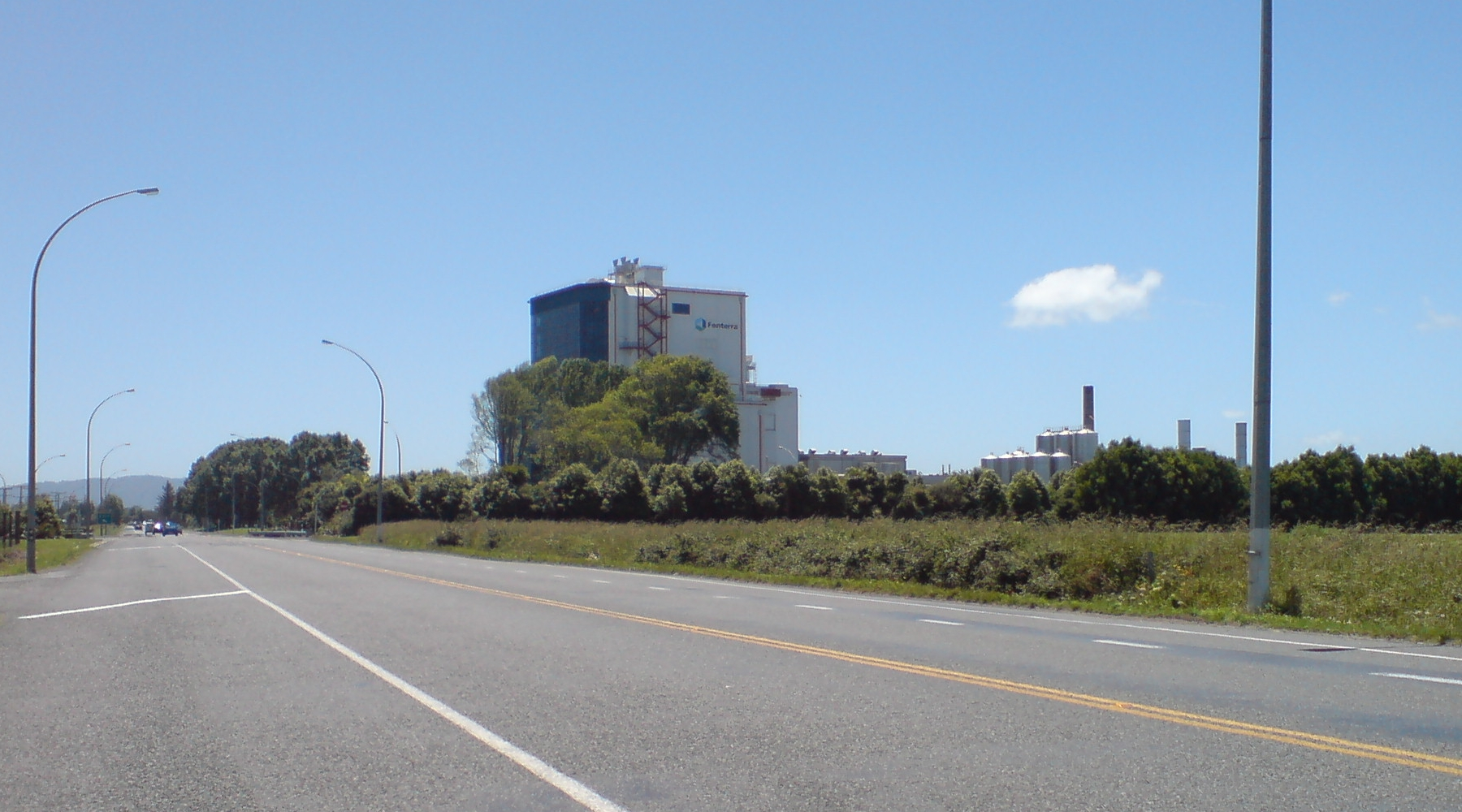
恒天然在汉密尔顿北的一间牛奶工厂

恒天然合作社集团有限公司（英語：Fonterra Co-operative Group Limited），简称恒天然，是新西兰一家由約10,500位當地農民經營的的跨國乳製品合作社。該公司現佔有全球乳製品出口量約30%，收入超過172億新西蘭元，是新西蘭最大的公司。
其名Fonterra來自拉丁語fron de terra，意思是“來自土地的泉水。”

## 沿革
19世紀時，紐西蘭的乳製品事業開始發展；1882年，當地業者藉由冷凍運送技術第一次輸出奶油到遠在北半球的倫敦。1930年，生產乳品的工廠已經分布於紐西蘭的許多小鎮。
1963年，紐西蘭乳品公會正式成立；2000年，紐西蘭兩大主要乳製品供應商New Zealand Dairy Group和Kiwi Cooperative Dairies負責出口紐西蘭的乳品到全世界。
2001年，紐西蘭三大乳品公司Kiwi Cooperative Dairies、New Zealand Dairy Group 和The New Zealand Dairy Board合併成為恆天然乳品公司（英語：Fonterra Brands Holdings Pte. Ltd），並於2006年公司整合旗下所有事業體後成立恆天然乳品集團（英語：Fonterra Co-operative Group Limited）。

## 各地業務

### 亞太地區

#### 中國大陸
2006年，国际乳品制造商新西兰恒天然合作社集团注资三鹿集团8.64亿元人民币，认购三鹿43%的股份，开始运营合资公司。

#### 臺灣
新加坡商永紐股份有限公司台灣分公司（英語：Fonterra Brands （New Young） Pte. Ltd-Taiwan Branch）為該集團在臺分公司，原名永紐乳品公司（英語：New Young Dairy Company），為恒天然乳品公司（英語：Fonterra Brands Holdings Pte. Ltd）於1997年合資成立，並於2009年集團整合旗下事業時更為現名，現負責該集團旗下產品在臺灣地區之代理銷售業務。

## 爭議事件

### 2008年三聚氰胺奶粉污染事件
2008年3月，河北省石家莊市三鹿集團接到消費者幾十例投訴：嬰兒食用該公司生產的奶粉後出現結石症狀。三鹿集團當時的海外大股東是恆天然集團，佔股43%。8月間，恆天然得知三鹿奶粉遭到污染，要求公開召回所有受影響產品，但是三鹿未理會，於是繞過地方政府直接通知中央。
9月9日，新華網發布新聞《中國人民解放軍第一醫院收治了59名結石兒童》後，中國政府推動全面調查。9月16日，發布22家企業的69批次產品都含有三聚氰胺，並有成千上萬的嬰兒食用含三聚氰胺的奶粉而得了結石。該案最終三鹿董事長遭判無期徒刑，國家質檢總局局長引咎辭職，石家莊市長市委書記被免職。

### 2013年乳清蛋白粉含菌事件
澳洲農林漁業部於2013年8月4日發表聲明，指全球最大乳製品加工企业新西兰恒天然集团生産的浓缩乳清蛋白粉产品可能含肉毒桿菌。新西兰当局隨即宣佈於全球召回1000吨可能用了遭到污染的浓缩乳清蛋白粉製造的乳製品。
聲明指出，在紐西蘭製造、其後被銷往澳洲、可能被肉毒桿菌污染的恆天然乳清蛋白粉共有2批。其中一批檢驗不合格的，並没有獲准用於生產人類消費品，但該批次部份乳清蛋白可能已被用作生產牲畜飼料；而另一批產品在檢驗時則沒有發現問題，這批原料生產的產品已經被出口到大陸、馬來西亞、紐西蘭、泰國。澳洲方面指，會和這些國家合作，追查產品下落。
其后，新西兰方面指有問題的浓缩乳清蛋白粉共有3個批次，合共約有38噸。3個批次的浓缩乳清蛋白粉皆為恆天然集团旗下一家工廠在2012年5月期间生產的。受事件影响的恒天然客户共有8家，當中包括3間中國企业。
最終，新西蘭初級产业部在2013年8月28日发表声明，作出更正，指恒天然的乳製品並没有受肉毒桿菌污染，反而是含有另一种細菌--梭狀芽胞桿菌。梭狀芽胞桿菌對食品安全没有影響，只是當其某些菌株在上升到一定水平时可能会导致食物变质。
恒天然首席执行官西奥·史毕根思在新西兰政府公开声明后表示如釋重負，又指尽管产品最终獲确认没有受污染，但恒天然依然會認為此前发出的预防性召回是正确的抉择。“因为确保食品安全始终是我们的第一要务。”他称如果类似情况再度发生，恒天然还是会做出相同的召回决策。

### 2013年斯里蘭卡驗出其奶粉含雙氰胺事件
2013年8月11日，斯里蘭卡政府宣布，在包括恒天然集團產品在內的多種新西蘭進口奶粉中檢出化學物質雙氰胺，隨後勒令斯里蘭卡下架所有新西蘭奶粉制品。
- 起因：斯里蘭卡工業技術研究院近期在對該國進口乳制品進行檢測時，發現多款新西蘭奶粉中含有化學成分—雙氰胺，其中包括恒天然集團旗下安佳品牌。

雙氰胺是一種復合含氮化肥的成分，將這種化肥噴灑到草地上，可以促進牧草的生長，同時牛羊吃了這種草可以減少二氧化氮的排放。據新西兰政府网站資料介紹，双氰胺无毒，不会对食品安全构成威胁，国际监管机构倾向于视双氰胺残留物为“污染物”。然而，斯里兰卡卫生部发言人达尔马·万尼纳亚克在接受法新社记者采访时表示，斯里兰卡认为双氰胺是“有毒化学品”，不应出现在奶粉中，因此下令恆天然召回兩個批次的奶粉。

### 2014年回收安佳鮮忌廉事件
2014年1月14日，恆天然集团宣佈因懷疑产品受大肠杆菌污染，緊急召回旗下安佳牌合共約9000樽鮮忌廉產品。涉及的產品只銷往了新西蘭北島，其他地方並没有受到此次回收行动的影響。